# Transpersonlig psykologi
Transpersonlig psykologi er en psykologisk skole, der integrerer de spirituelle og transcendente aspekter af den menneskelige oplevelse i den moderne psykologi. Det transpersonlige bliver defineret som "oplevelser, hvor følelsen af identitet eller selv strækker sig ud over det individuelle eller personlige til at omfatte bredere aspekter af menneskeheden, livet, psyken eller kosmos". Disciplinen forsøger at beskrive og integrere spirituelle oplevelser i moderne psykologisk teori og formulere ny teori, der kan omfatte sådanne oplevelser. Dette omtales sommetider som en ambition om at hele splittelsen i psyken og verden. Den transpersonlige psykologi bliver anvendt i praksis i transpersonlig psykoterapi, der er en form for dybdeterapi.
Tilgangen opstod i begyndelsen af 1970'erne gennem mødet mellem flere terapeuter, herunder Abraham Maslow (medstifter af humanistisk psykologi ) og Stanislav Grof (grundlægger af holotropisk åndedræt ). Grof definerer tilgangen som "en disciplin med det formål at syntetisere autentisk spiritualitet og videnskab”.